# Kiosk

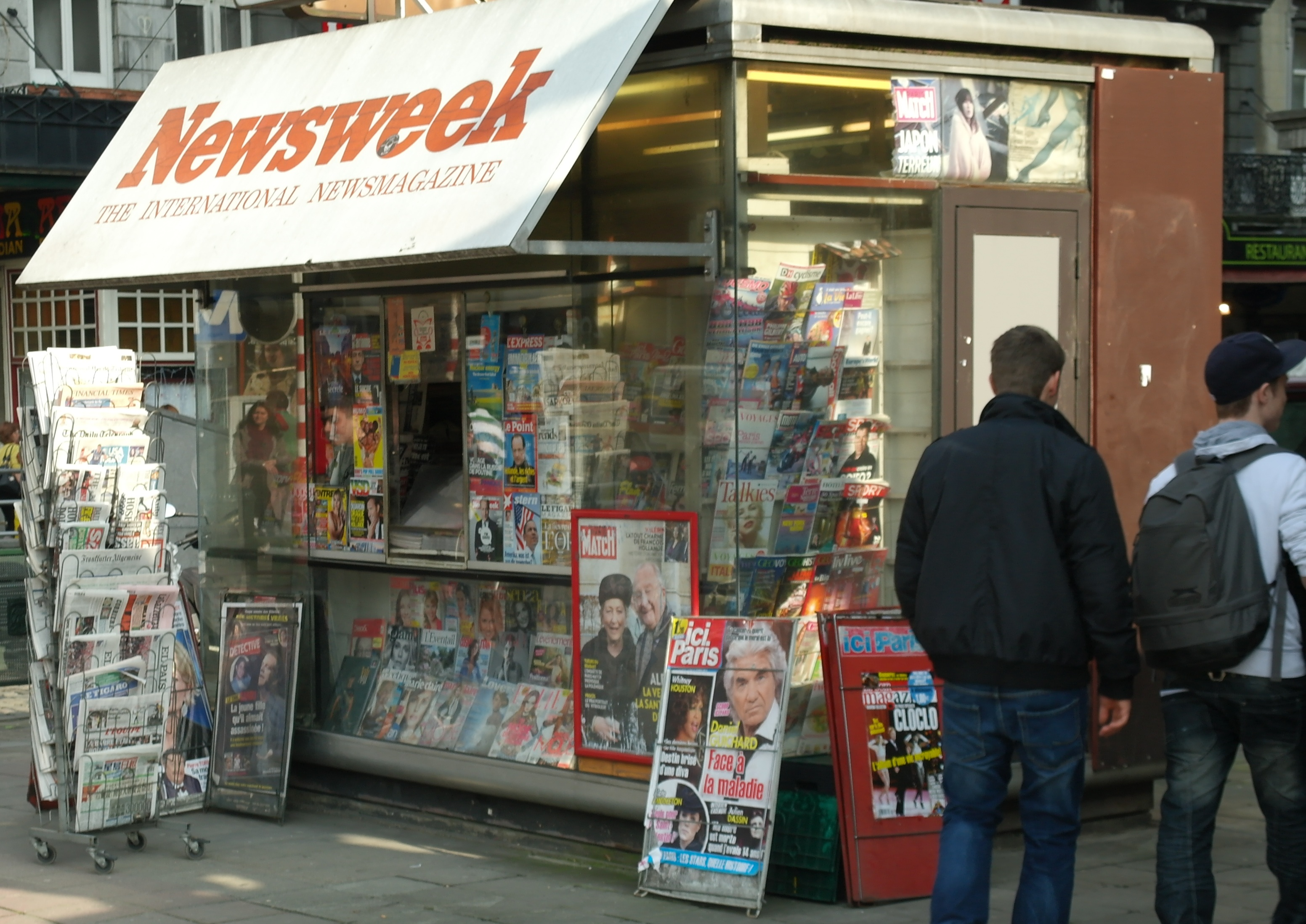
Krantenkiosk te Brussel

Een kiosk is een klein gebouwtje. Dit kan een winkel zijn, zoals een krantenkiosk, maar de term wordt ook gebruikt voor een open ronde muziektent.

## Etymologie en geschiedenis
Een kiosk (uit het Perzisch (کوشک) kushk, via Turks köşk; Frans kiosque) is al een bekend fenomeen sinds de 13e eeuw in Perzië, India en het Ottomaanse Rijk. Het waren oorspronkelijk tuinpaviljoens die aan alle zijden open waren. In de 18e eeuw werd de kiosk door Turkse invloed ook gemeengoed in Europa.

## Foto's

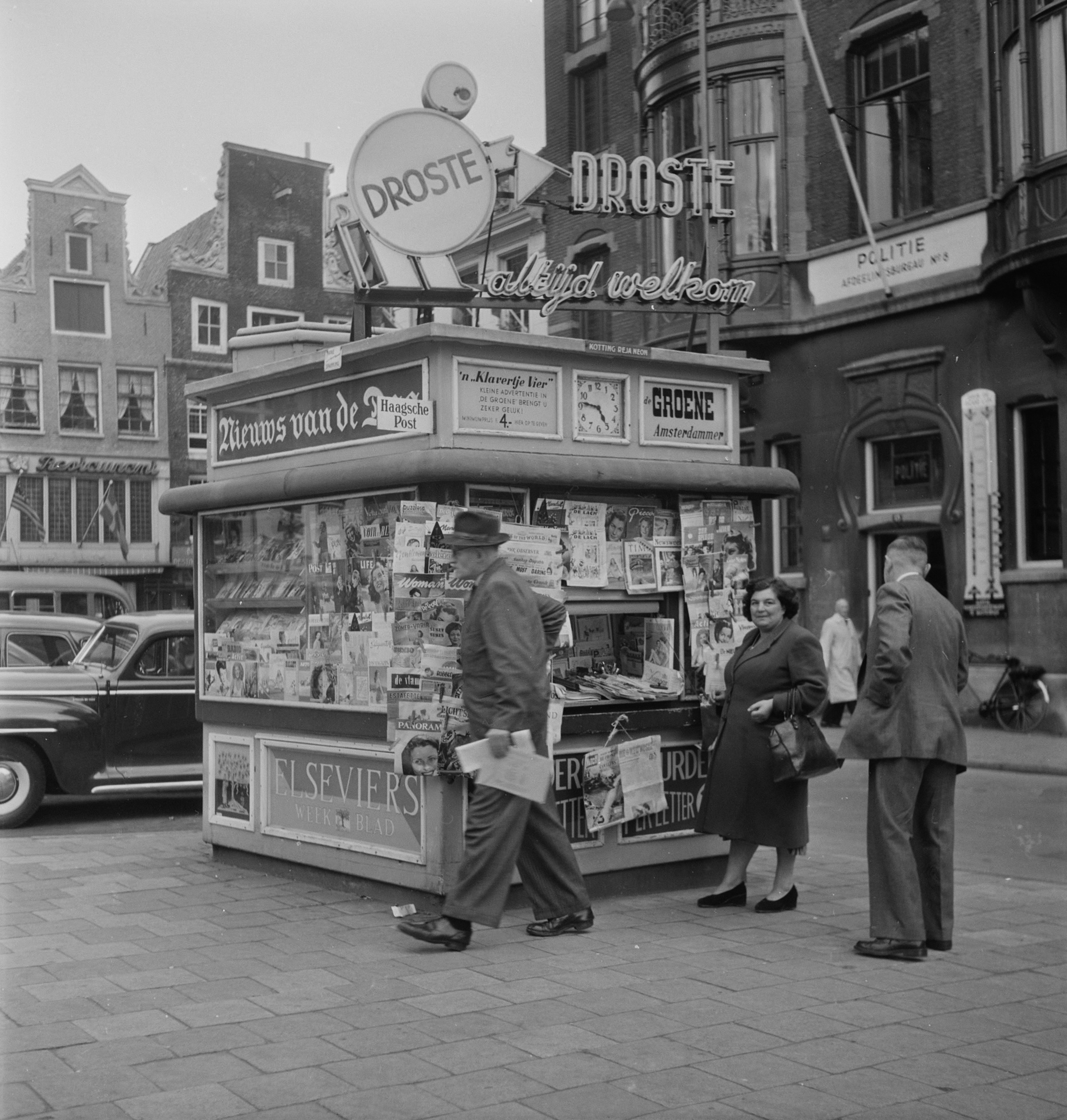
Kiosk op het Leidseplein in 1950
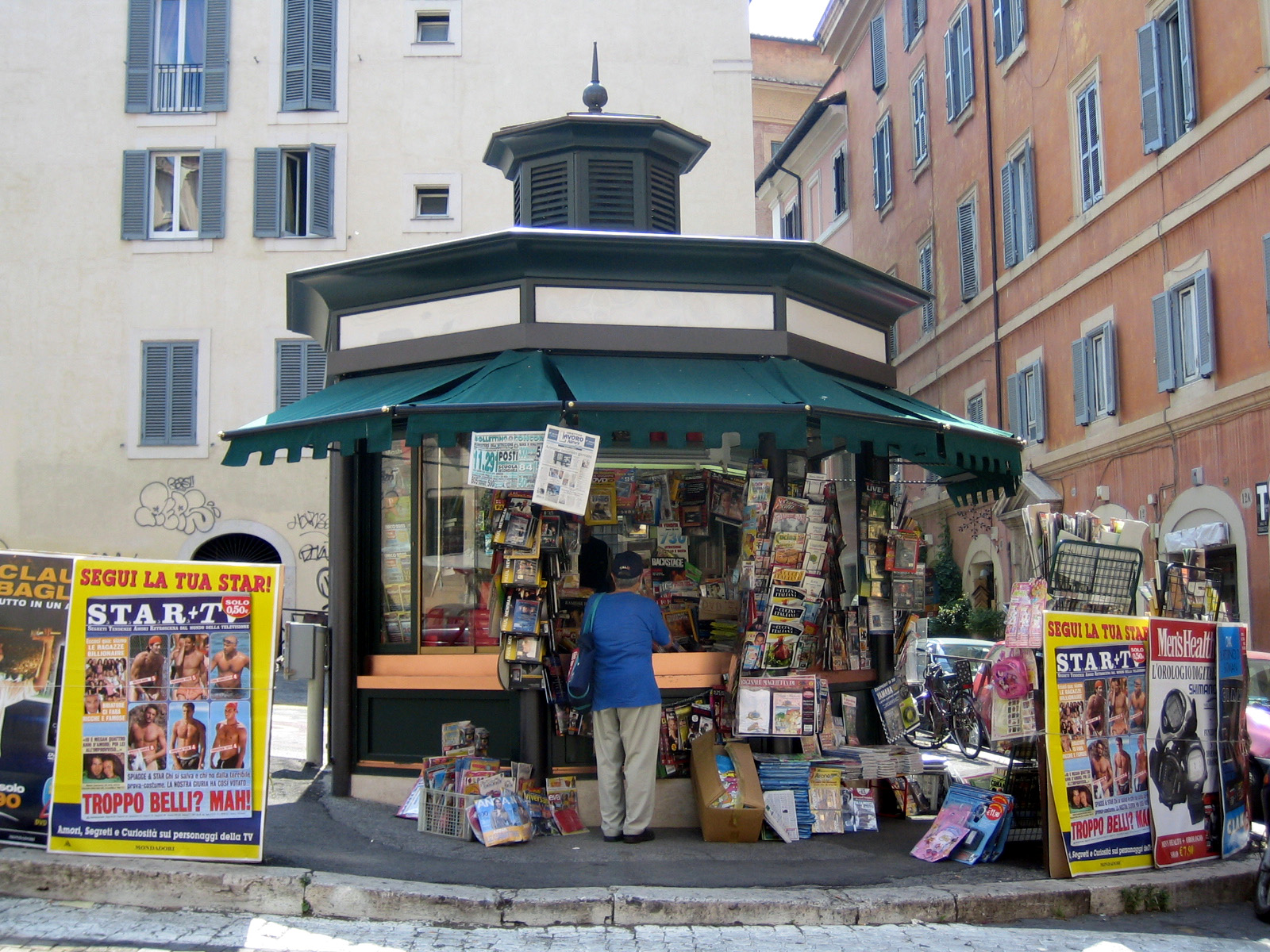
Edicola in Rome
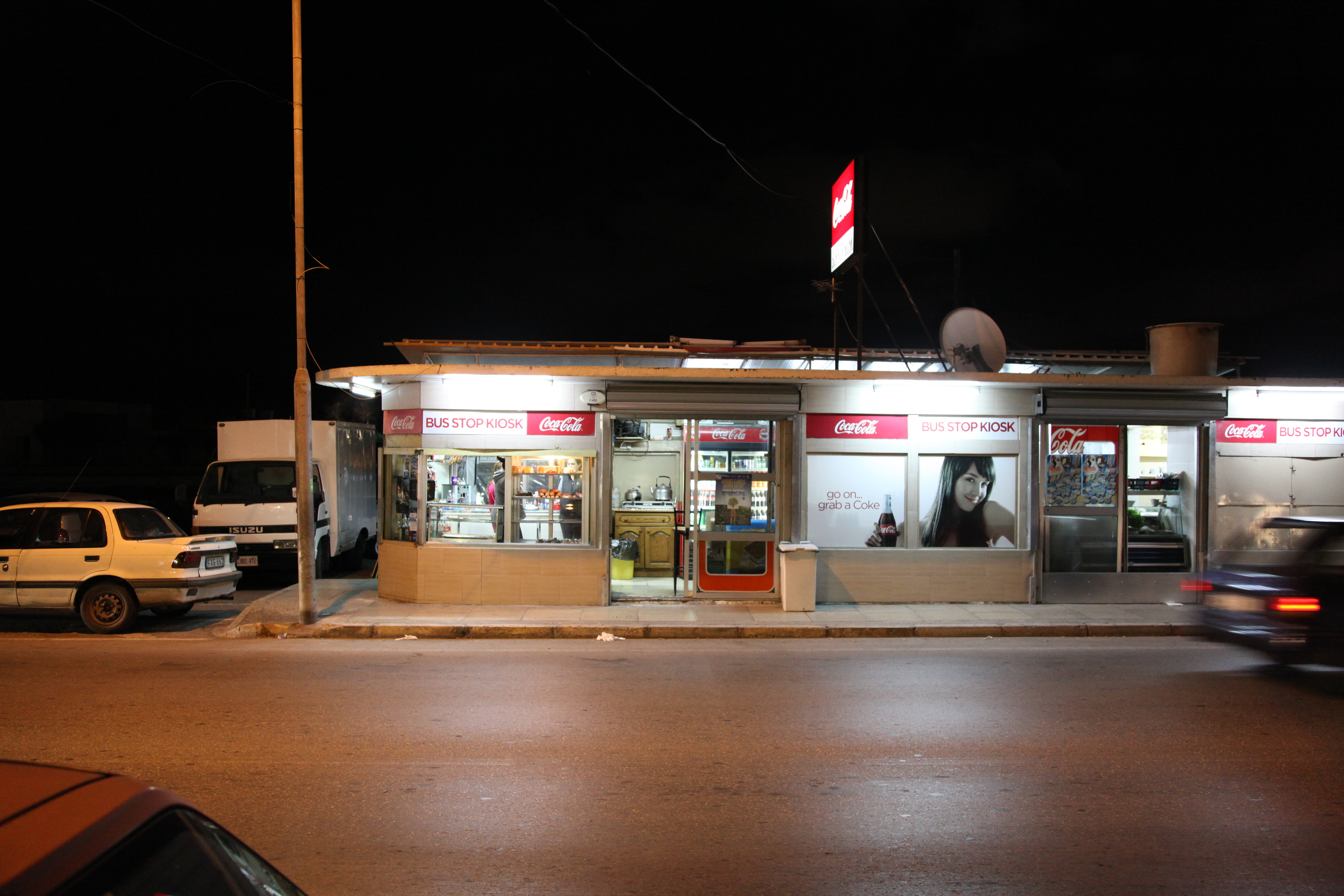
Kiosk busstation op Malta
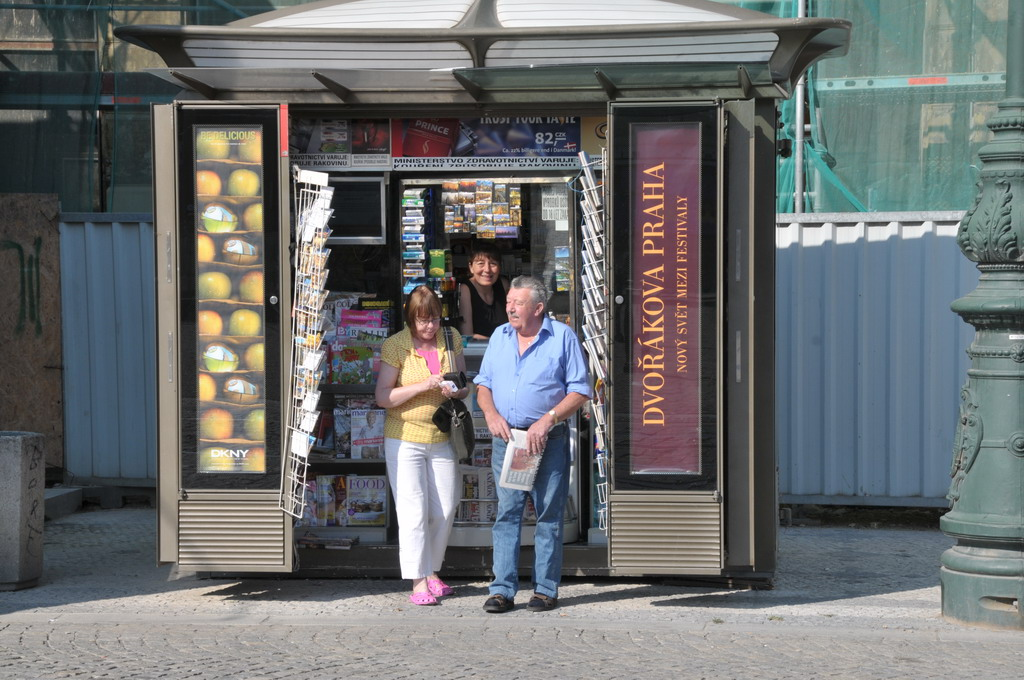
Krantenkiosk in Praag
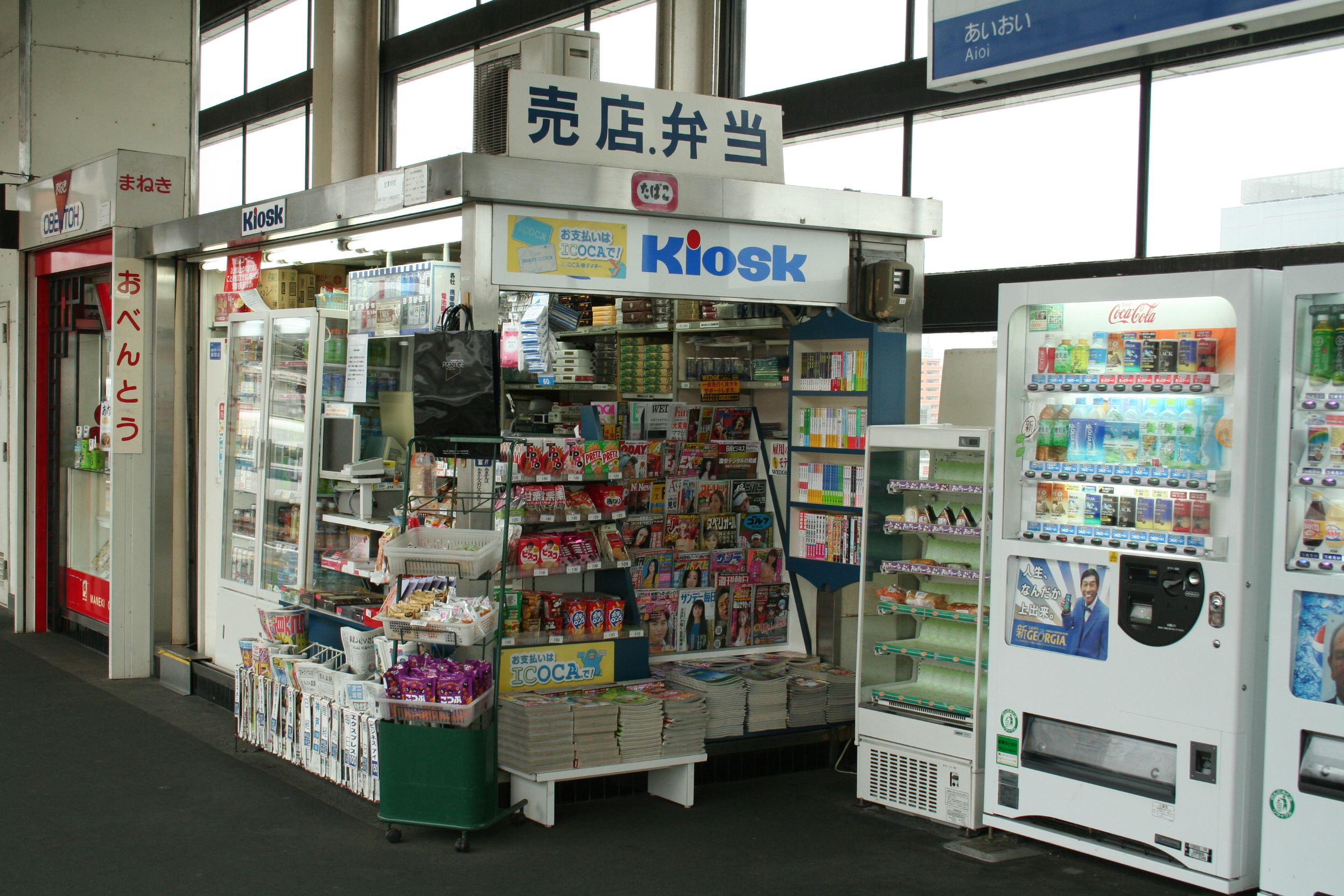
Kiosk op een Japans station
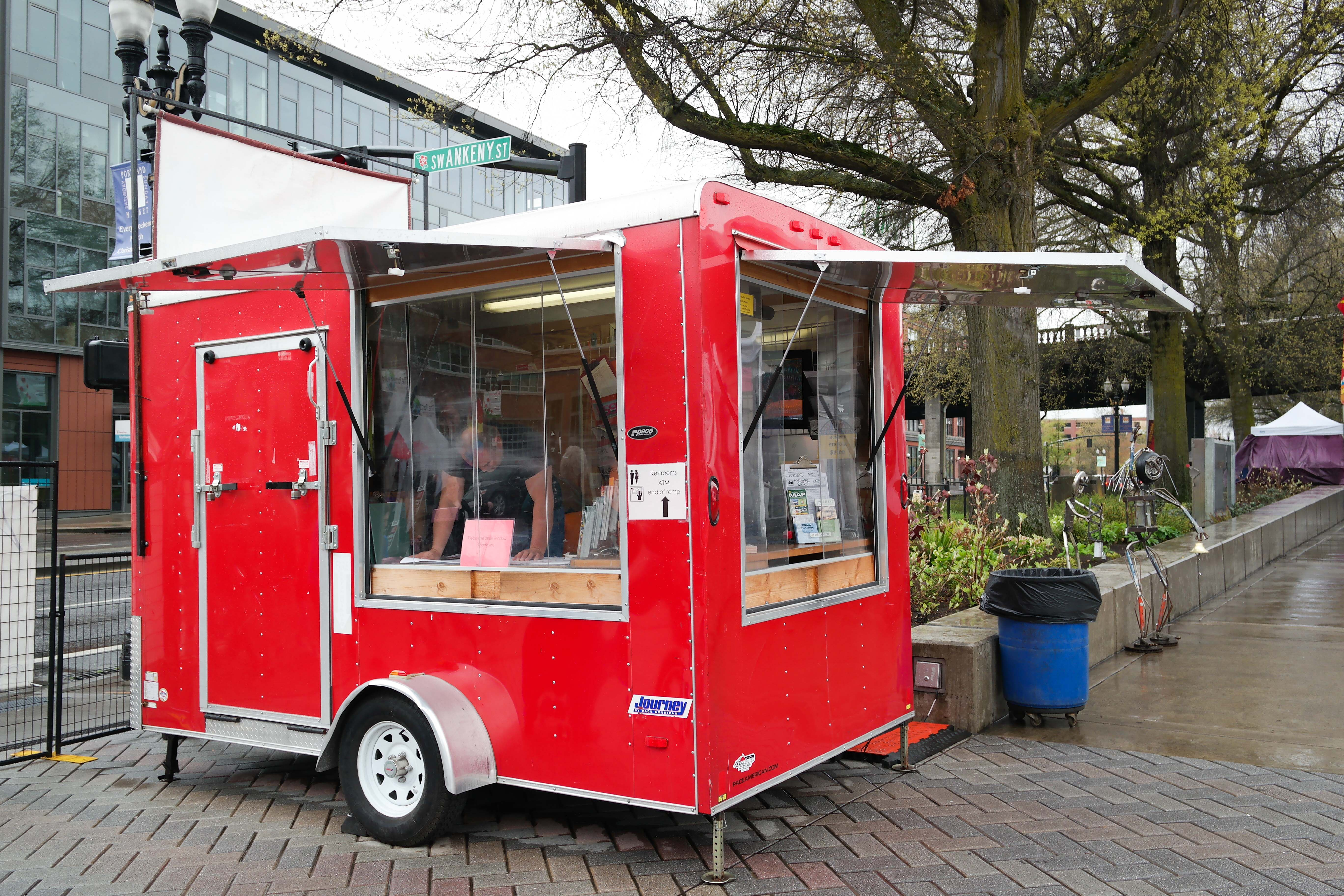
Informatiekiosk op een Amerikaanse markt

## Muziekkiosk
Muziekkiosken zijn ontstaan uit de tuinpaviljoenen die een frequent deel waren van Engelse parken uit de 18e eeuw en waarvoor de inspiratie uit het Oosten (China) kwam. De eerste stedelijke muziekkiosken verschenen in België, waar muziekverenigingen een sterke verspreiding kenden. Het Brusselse Warandepark kreeg in 1841 een muziekkiosk, ontworpen door Jean-Pierre Cluysenaar. Het fenomeen kende al snel navolging in Frankrijk (1848) en elders.
In de negentiende eeuw vielen de muziekkiosken of muziekkoepels (Engels: Bandstands) op door hun uitgewerkte stenen basis, de balustrades in smeedijzer, de houten koepel en opschriften, bijvoorbeeld de naam van een componist uit die tijd. Een voorbeeld van zo'n muziekkiosk is die in het stadspark van de Belgische havenstad Oostende.
Zie voor plaatjes Wikimedia Commons.

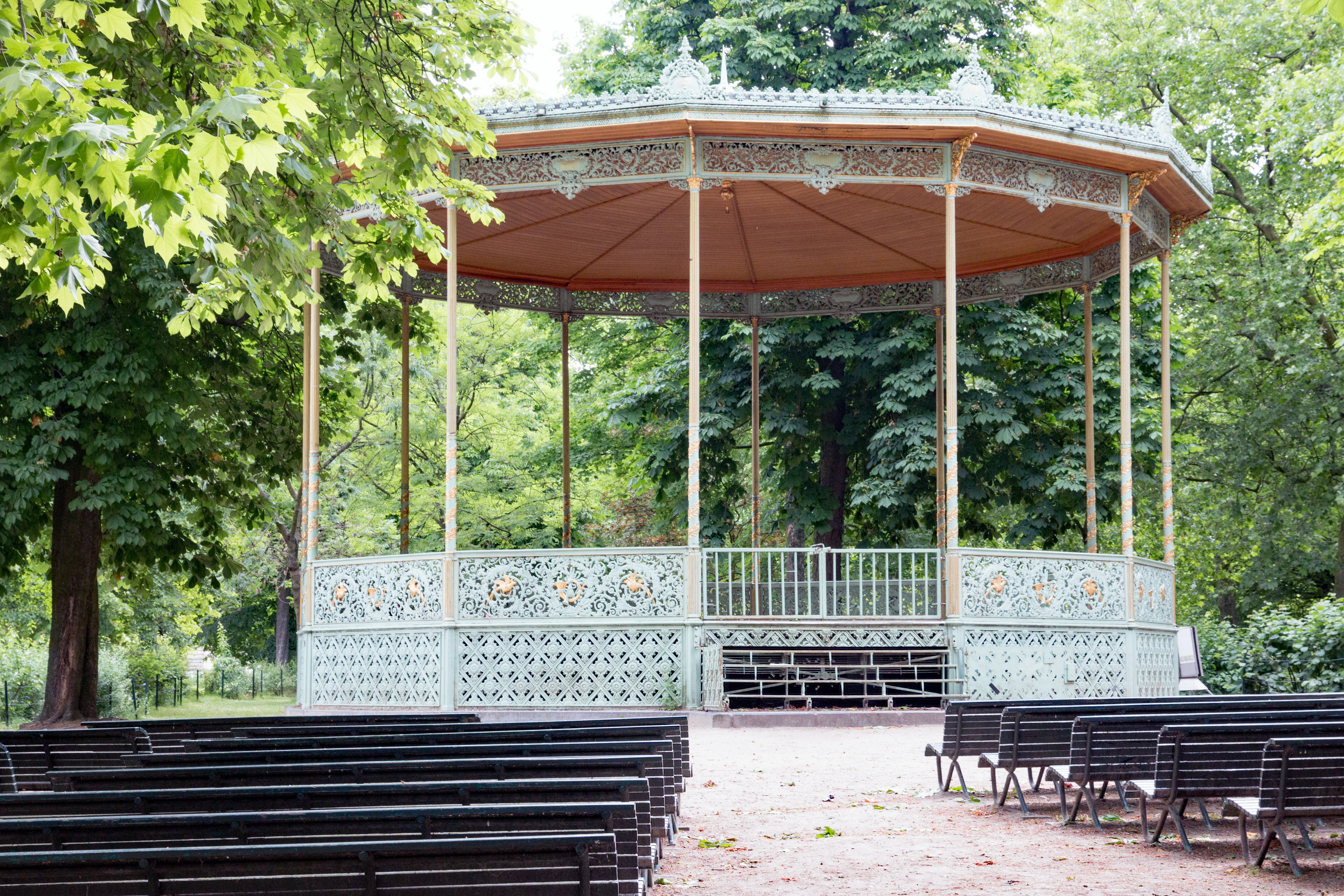
Kiosk in Brussel (1841)
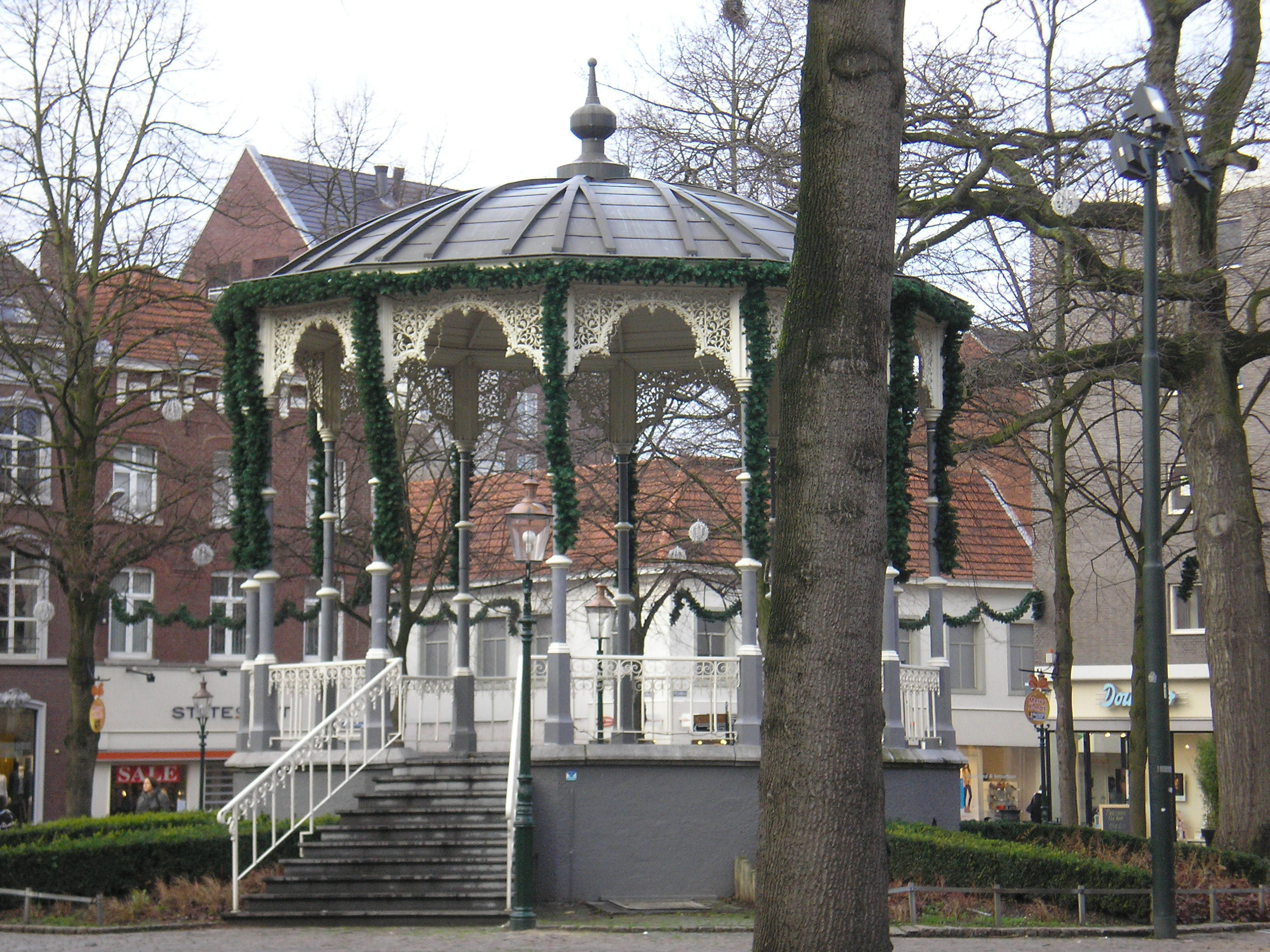
Muziekkiosk in Roermond
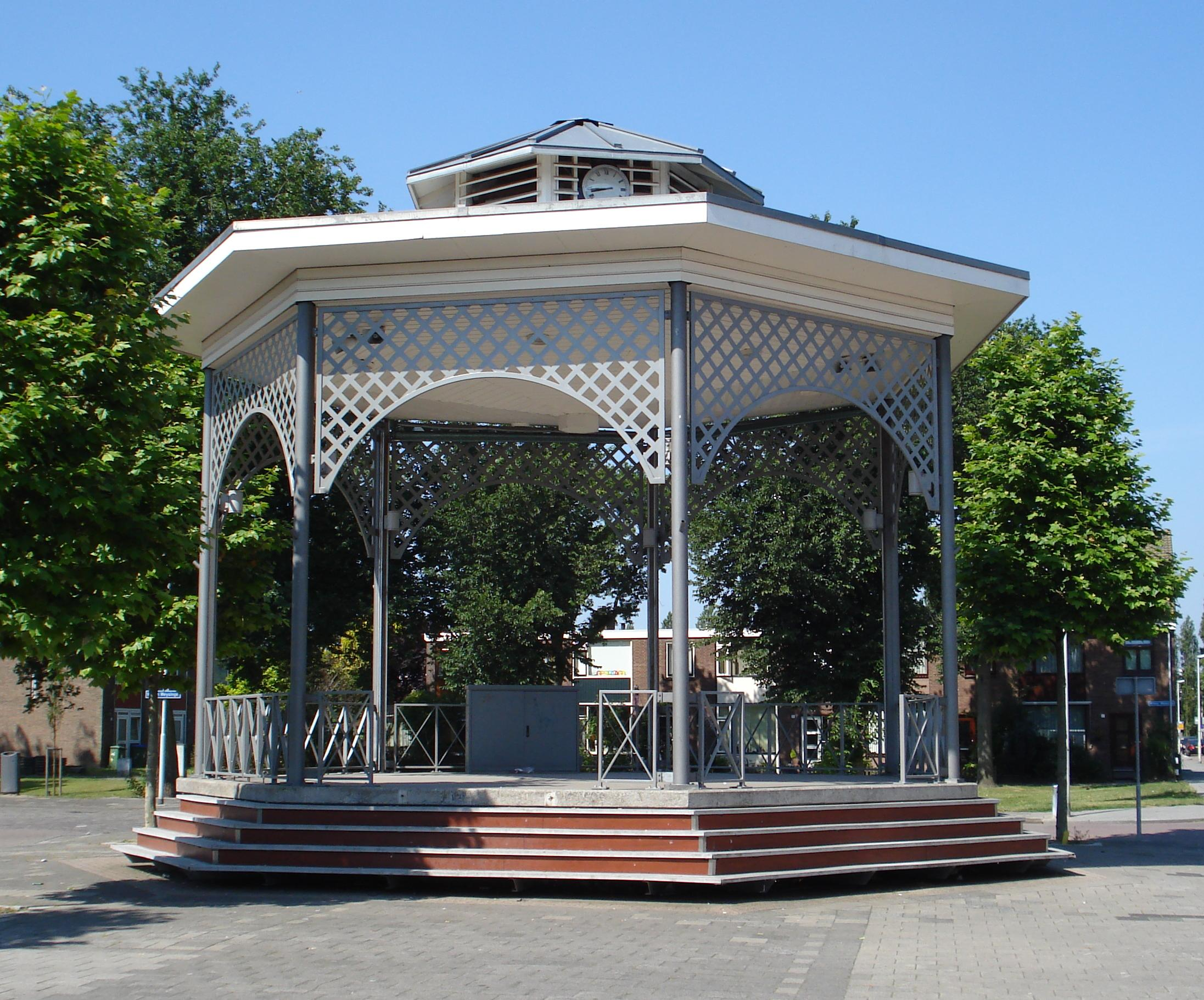
Muziekkiosk in Pernis Rotterdam

## Nieuwe generatie kiosken
Onder 'kiosk' wordt een stand in een publieke ruimte verstaan, waar men bijvoorbeeld informatie kan verkrijgen. De informatie kan door een mens of computer worden overgedragen.
Moderne, met een computer uitgeruste kiosken kunnen verschillende functies hebben, zoals het printen van foto's, of e-tickets bij luchtvaartmaatschappijen.
In Nederland worden door NS Stations Retailbedrijf, voorheen Servex, kleine stationswinkels uitgebaat onder de merknaam Kiosk. Deze formule verwijst naar de negentiende-eeuwse kiosk als ontmoetingsplaats voor mensen.